# Rupert Sheldrake
Rupert Sheldrake (Newark-on-Trent; 28 de junio de 1942) es un científico, biólogo e investigador de parapsicología y escritor británico, conocido principalmente por la hipótesis pseudocientífica llamada resonancia mórfica. Ha escrito también sobre telepatía y percepción extrasensorial.

## Estudios
Estudió ciencias naturales en la Universidad de Cambridge donde recibió el premio universitario de botánica. En 1963 fue a estudiar historia de la ciencia en la Universidad de Harvard y recibió la beca  Frank Knox (1963-64). De nuevo en Cambridge obtuvo un Ph.D. en bioquímica (1967).

## Hipótesis de lacausalidad formativa
Sheldrake publicó su primer libro, A New Science of Life: The Hypothesis of Morphic Resonance (Una nueva ciencia de la vida. La hipótesis de la resonancia mórfica), en 1981. En él propuso el concepto de campo mórfico, según el cual ciertos fenómenos, biológicos —como las conductas— o físicos —como una forma concreta de cristalización mineral— se hacen más probables a medida que ocurren más veces, y una vez fijados,  pueden extenderse a poblaciones o muestras que no están en contacto con la pionera. Como resultado, nuevos comportamientos adquiridos serían heredados por generaciones posteriores.
Su hipótesis es rechazada por la ciencia por no haber podido ser reproducida y por ser contraria a la evidencia. Steven Rose, quien colaboró en el experimento que sirvió para enunciarla, le respondió de forma crítica tras la publicación de los resultados.

## Críticas a la hipótesis
Las críticas se centran en que su hipótesis es vaga e infalsable y en que los resultados de sus experimentos no se han podido reproducir.

En 1981, Nature publicó un editorial de John Maddox, su editor jefe, titulado ¿Un libro para quemar?, criticando duramente a Sheldrake:

[...] los argumentos de Sheldrake no son, en ningún sentido, argumentos científicos, sino un ejercicio de pseudociencia... Muchos lectores quedarán con la impresión de que Sheldrake ha tenido éxito en encontrar un lugar para la magia en la discusión científica; y esto, de hecho, puede haber sido parte del objetivo de escribir un libro así.
John Maddox

## Obras
- Caminos para ir más allá. Prácticas espirituales en la era de la ciencia. Traductor Vicente Merlo. Barcelona: Editorial Kairós. 2020. ISBN 9788499887937.
- La ciencia y las prácticas espirituales. Traductor Vicente Merlo. Barcelona: Editorial Kairós. 2019. ISBN 9788499886664.
- El espejismo de la ciencia. Traductor Antonio Francisco Rodríguez Esteban. Barcelona: Editorial Kairós. 2013. ISBN 978-84-9988-241-3.
- De perros que saben que sus amos están camino de casa y otras facultades inexplicadas de los animales. Traductor Marco Aurelio Galmarini. Barcelona: Editorial Kaidós. 2007. ISBN 978-84-493-1979-2.
- Caos, creatividad y conciencia cósmica. Traductor Lourdes Pascual Gargallo. Castellón: Editorial Ellago. 2005. ISBN 84-95881-57-8.
- El renacimiento de la naturaleza. La nueva imagen de la ciencia y de Dios. Barcelona: Editorial Kairós. 1994. ISBN 978-84-493-0072-1.
- La presencia del pasado. Resonancia mórfica y hábitos de la naturaleza. Traductor Marge-Xavier Martí Coronado. Segunda edición. Barcelona: Editorial Kairós. 1990. ISBN 978-84-7245-223-7.
- Una nueva ciencia de la vida. La hipótesis de la causación formativa. Traductor Marge-Xavier Martí Coronado. Tercera edición. Barcelona: Editorial Kairós. 1990/2007. ISBN 978-84-7245-207-7.